# Русские дворянские роды иудейского исповедания
Русские дворянские роды иудейского исповедания — роды потомственных дворян Российской империи, изначально исповедовавших иудаизм на момент причисления к потомственному дворянству, или же перешедшие в иудейское исповедание в соответствии с нормами Галахи (через гиюр).
В связи с этим представляет интерес, что на надгробных памятниках некоторых представителей русского дворянства, похороненных вне кладбищ (в фамильных усыпальницах), можно обнаружить звезду Давида.

## Приобретение дворянства
В Российской империи лица иудейского вероисповедания имели возможность получения российского дворянства несколькими способами: пожалованием императора (в том числе и титулованного — обычно баронами); выслугой соответствующих чинов; получением российского ордена; подтверждением права пользования иностранным дворянством или дворянским титулом.

## История русского дворянства иудейского исповедания
В дальнейшем на протяжении XVI — 1-й половины XVIII веков имели место лишь единичные случаи пожалования дворянского достоинства иудеям в России, как правило, они были сопряжены с особыми заслугами жалуемых лиц перед монархами или иными исключительными обстоятельствами. При этом в абсолютном большинстве случаев жалованные лица вскоре после пожалования искренне или по необходимости переходили в православие.

## Внесение в Дворянские родословные книги
Лица иудейского исповедания, приобретшие дворянское достоинство, не вносились в Дворянские родословные книги. В случае попыток такие решения отклонялись Дворянскими депутатскими собраниями. В 1898 году на подобное действие ДДС была подана жалоба в Правительствующий Сенат. Тот решением от 17 декабря 1898 по делу Гринкруга разъяснил, что «на основании действующих узаконений для дворянских учреждений представляется обязательным исполнение просьбы еврея о причислении его к местному дворянству, если только он может доказать свои права на потомственное дворянство и отвечает формальным условиям для внесения его рода в родословную книгу данного дворянского общества».
Это решение привлекло большое внимание и вызвало серьёзное обсуждение в Высочайше утверждённом Особом совещании по делам дворянского сословия. Обсудив права евреев в Российской империи в общем, их права на дворянство и принципы дворянского общества, Комиссия под председательством егермейстера Сипягина пришла к заключению, что «интересы дворянского сословия и государства требовали бы включения в законы о состояниях правила о воспрещении лицам иудейского исповедания, приобревшим права потомственного дворянства, причисляться к составу местных дворянских обществ посредством внесения их в дворянские родословные книги».
Особое совещание, обсудив мнение комиссии, предложило вовсе отменить возможность для евреев получать дворянство по чинам и орденам, оставив им только возможность получения дворянского достоинства пожалованием императора. Предложение комиссии было вынесено на рассмотрение Государственного совета, где предложение вызвало разностороннее обсуждение и различные мнения.
Императором 23 мая 1900 было утверждено мнение большинства, что для евреев не будет изъятия по приобретению дворянства, то есть они могут и далее получать дворянство, как и все прочие лица. Но евреи, приобретшие права потомственного дворянства, больше не вносятся в губернские дворянские родословные книги.

## Список родов русского дворянства иудейского исповедания
- Гинцбурги — потомственное дворянство пожаловано по ордену Горацию Осиповичу (Евзелевичу) Гинцбургу.
- Гринкруги — офицер в отставке потомственное дворянство пожаловано по ордену св. Владимира 4 ст., пробовал внестись в ДРК Смоленской губернии. По этому делу состоялось решение Сената 1898 года о внесении евреев в родословные книги[1].
- Ефроны — потомственное дворянство пожаловано по чину Илье Абрамовичу Ефрону.
- Гаркави — потомственное дворянство пожаловано по ордену Аврааму Яковлевичу Гаркави.
- Каннегисеры — потомственное дворянство пожаловано по чину военному врачу Самуилу Каннегисеру в 1883 году[2].
- Поляковы — с 1885 года, потомственное дворянство пожаловано по чину Якову Соломоновичу Полякову[3].
- Юзефовичи — от Абрагама Езофовича, бывшего великим подскарбием Великого княжества Литовского при Сигизмунде I, и Михеля Езофовича, бывшего старшиной (обер-раввином) всех евреев Великого княжества Литовского.
- Эпштейны — потомственное дворянство пожаловано Леону Германовичу Эпштейну и Мечиславу Германовичу Эпштейну, основателям Варшавского учётного банка — одного из первых акционерных банков в Российской империи. Принимали активное участие в железнодорожном строительстве и финансировании промышленности[4].